# Alluaudina
Alluaudina är ett släkte av ormar. Alluaudina ingår i familjen Lamprophiidae. Släktet tillhör underfamiljen Pseudoxyrhophiinae som ibland listas som familj.
Vuxna exemplar är med en längd upp till 40 cm små ormar. De förekommer på Madagaskar och lever i skogar. Honor lägger antagligen ägg. Två exemplar av Alluaudina mocquardi hittades i grottor.
Arter enligt Catalogue of Life och The Reptile Database:
- Alluaudina bellyi
- Alluaudina mocquardi